# Apteka (skała)
Apteka – masyw skalny, położony na Wyżynie Krakowsko-Częstochowskiej, w lesie na północny zachód od Podlesic, w odległości około 200 m na południe od drogi wojewódzkiej nr 792. Miejscowa nazwa tej skały to Skrzypkowa Skała, nazwę Apteka rozpowszechnili wspinacze skalni.
Skała Apteka zbudowana jest z wapieni i z wszystkich stron otoczona jest lasem. Ma formę skalnego wału na planie "podkowy" z "wierzchołkami" zwróconymi na zachód. Jako teren wspinaczkowy skała była wykorzystywana od lat 50. XX wieku, a jej pierwszym eksploratorem był Zdzisław Dziędzielewicz, który wraz z towarzyszami wyznaczył pierwsze drogi. Kolejnym okresem popularności Apteki były lata 70., kiedy to wspinał się tu Krzysztof Mazik. W 1978 roku opracował on przewodnik po Skale, opublikowany w biuletynie "Alpiniste Complet". Obecnie, szczególnie od 2010 roku, Apteka stanowi popularne miejsce wyjazdów wspinaczkowych, a w jej obrębie wyznaczono ponad 100 dróg wspinaczkowych.

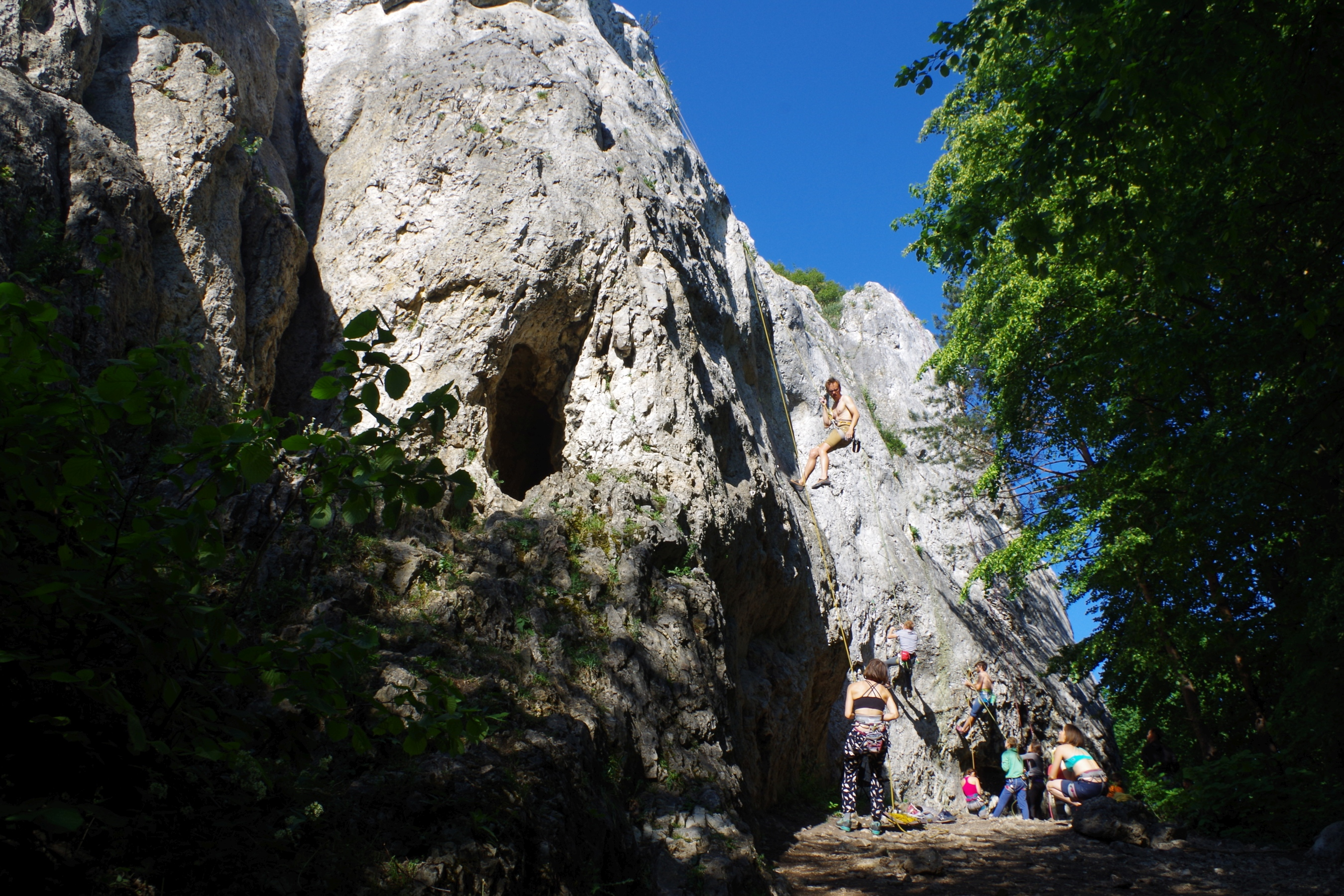
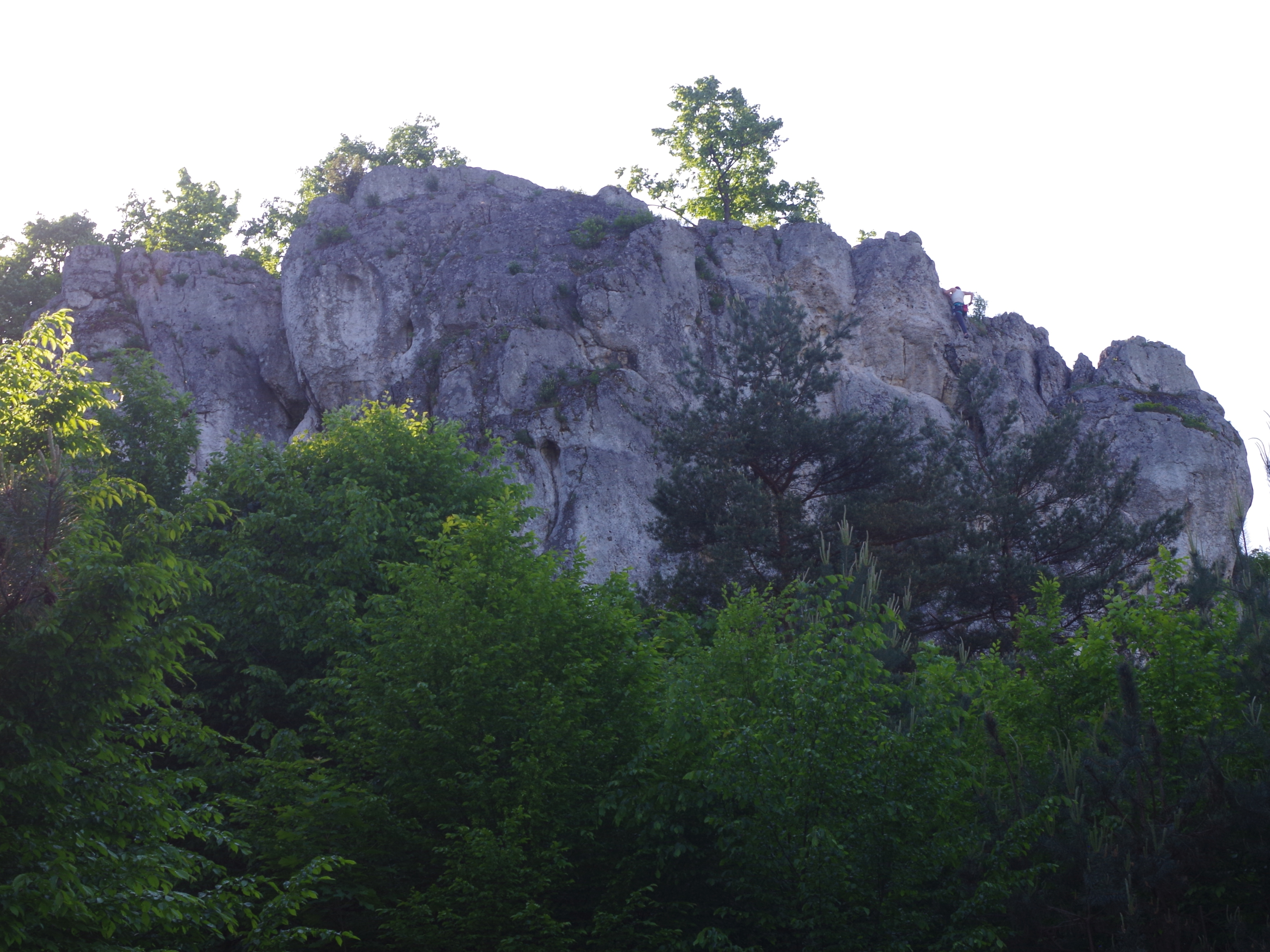
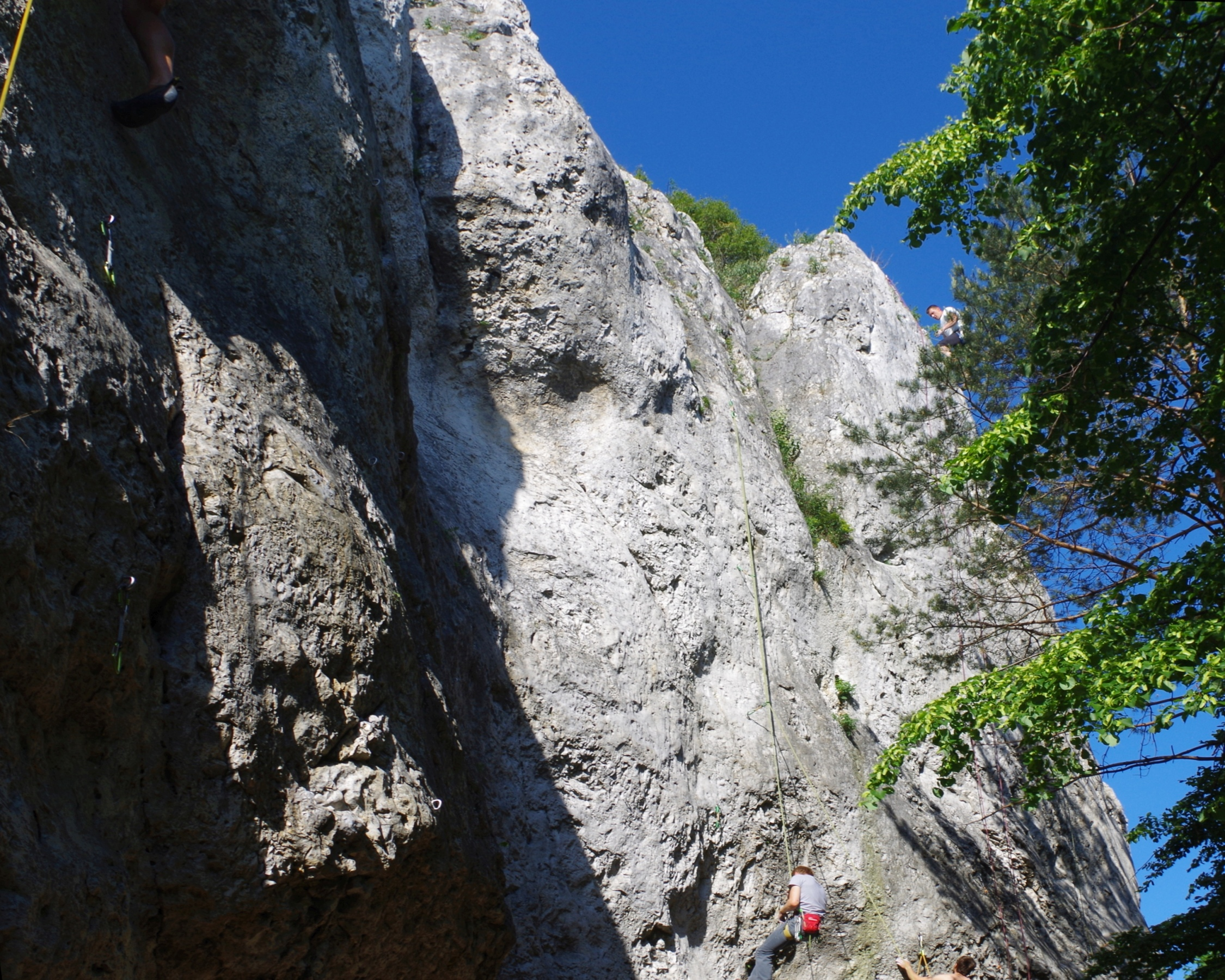
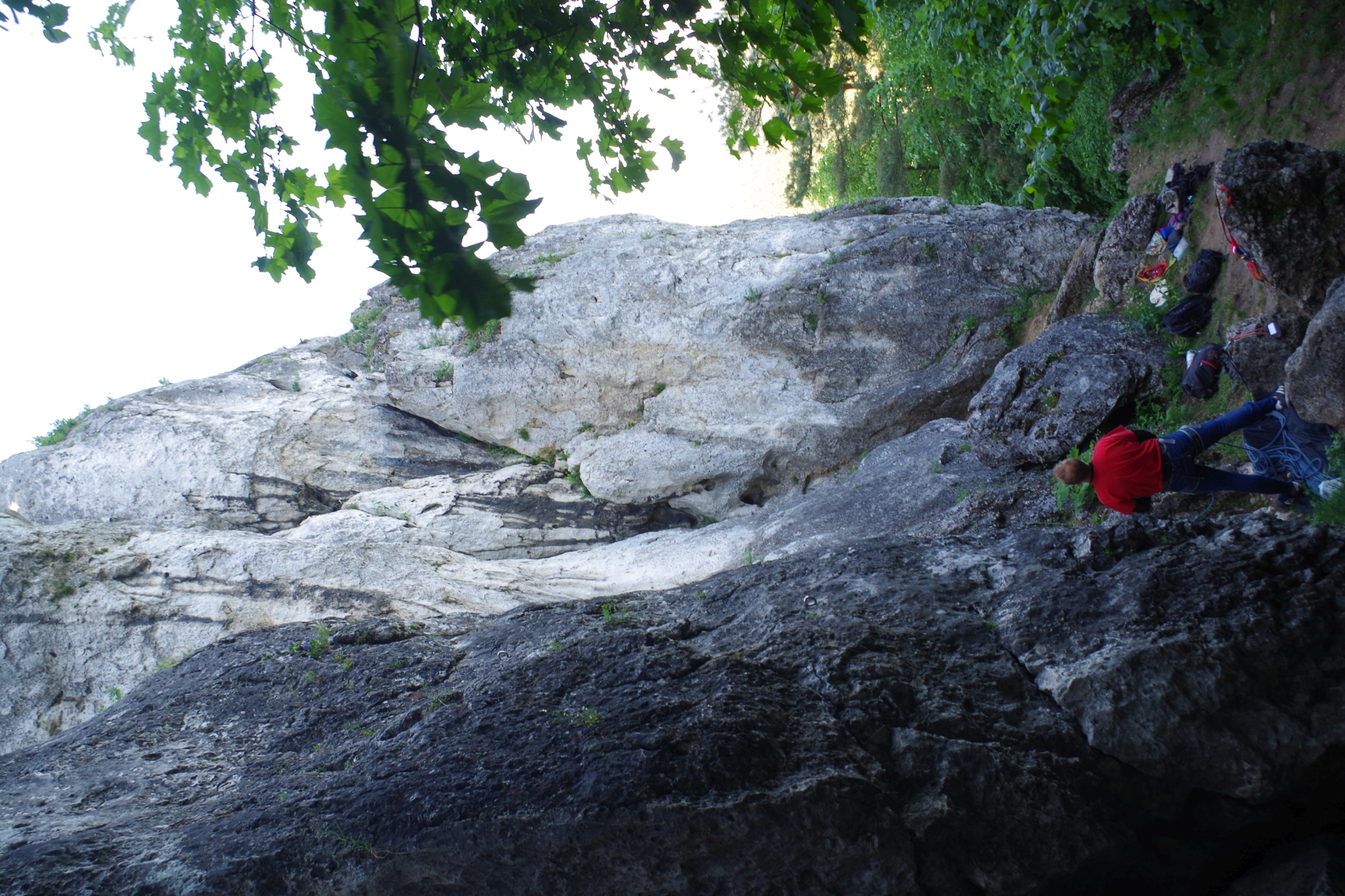

Szczyty skał Apteki są dobrymi punktami widokowymi. Widać z nich wznoszące się nad koronami drzew wzniesienie Kołaczyk, Górę Zborów i Krucze Skały.